# Vince Cazzetta
Vincent C. "Vince" Cazzetta (New Britain, Connecticut, 24 de septiembre de 1925 - Hartford, Connecticut, 4 de mayo de 2005) fue un entrenador de baloncesto estadounidense que dirigió durante cuatro temporadas a los Seattle Redhawks de la División I de la NCAA, y una temporada a los Pittsburgh Pipers de la ABA.

## Trayectoria deportiva

### NCAA
Comenzó su actividad como entrenador en la Universidad de Seattle como asistente en 1957, alcanzando el puesto de entrenador jefe en 1959, donde permaneció hasta 1963. Es el segundo mejor entrenador de la historia de la universidad en porcentaje de victorias, con un 70,7% de partidos ganados. Alcanzó el Torneo de la NCAA en sus tres últimas temporadas, aunque no llegó a superar la primera ronda.
En 1963 dejó el puesto para ser asistente en la Universidad de Rhode Island, donde permaneció hasta 1967.

### ABA
Cazzetta fichó como entrenador principal de los Pittsburgh Pipers de la ABA en la primera temporada de la liga, la 1967-68. Logró 54 victorias por 24 derrotas en la temporada regular, y acabó proclamándose campeón tras derrotar en las finales a los New Orleans Buccaneers por 4-3. Esa temporada fue elegido Entrenador del Año de la ABA.
Al término de la temporada renunció como entrenador de los Pippers, después de que los dueños del equipo se negaran a otorgarle un aumento para ayudar a desplazar a su esposa y sus seis hijos, ya que la franquicia deja Pittsburgh para convertirse en los Minnesota Pipers. La negativa de los dueños y el movimiento fueron ambos errores, el equipo regresó a Pittsburgh como los Pipers después de una sola temporada en Minnesota.